# Préfecture d'Amlach
La préfecture d'Amlash est une préfecture de la province du Guilan en Iran, sa capitale est Amlash.
La préfecture compte deux villes : Amlash et Rankuh.